# 隆加爾區
6°18′00″S 77°28′01″W / 6.30000°S 77.46694°W
隆加爾區（西班牙語：Distrito de Longar），是秘魯的一個區，位於該國北部亞馬遜大區的羅德里格斯德門多薩省，始建於1932年10月31日，面積66.2平方公里，海拔高度1,600米，2005年人口1,651，人口密度每平方公里25人。